# Tipiring
En tipiring er en mere eller mindre cirkelformet ring af sten på jorden efterladt af indfødte amerikanere efter at have været brugt til at holde skindkanten af et tipidække nede.:463  Metoden var i brug gennem årtusinder:124  indtil tilspidsede træpløkke eller andet overflødiggjorde skikken engang i historisk tid.:428 
Der er fundet tipiringe i Montana, North Dakota og South Dakota,:34  Wyoming, Alberta og Saskatchewan:223  samt måske andre stater. Alene i blackfoot reservatet i Montana findes der mindst 210 gamle lejrpladser:440  med tilsammen over 1000 tipiringe.:441 

## Beskrivelse af tipiringene

### Variationer i diameteren
Tipiringenes diameter varierer fra (sjældent) ca. toogenhalv meter til ni meter.:456  Variationen kan f.eks. afspejle både forskellig familiestørrelse og uens status.:50  Stenene i de mindste ringe menes at have været brugt af f.eks. enker eller børn med legetipier,:436  eller de blev anvendt til tipier med specielle formål som f.eks. madlavning.:51 
Seksten stenringe på prærien i Alberta dateret til omkring år 500 e.Kr.:124  har i gennemsnit en diameter på lidt over seksogenhalv meter.:43 

### Fordelingen af ringene
Tipiringe findes ensomtbeliggende på prærien, men ses lidt mere hyppigt:442  samlet i små og større grupper på op til 55 ringe. Et enkelt sted i blackfoot reservatet i Montana ligger 170 stencirkler fordelt over en strækning af flere kilometer på et fladt plateau nær en brat skrænt ned til et kendt stisystem.:443 
Afstanden mellem de enkelte tipiringe i en gruppe varierer typisk fra halvanden meter:443  til omkring 20 meter.:55  Tætliggende tipiringe menes at have været brugt af nærtbeslægtede folk i en lejr.:50 

### De brugte materialer
Stenene brugt i tipiringene er typisk lokale sten. De er rimeligvis fundet liggende på overfladen, først anvendt og derpå efterladt til brug for den næste lejr, der indfandt sig.:133  Kun bærbare sten med en vis tyngde var egnet, så vægten svinger fra ca. fem kg:46  og op til det dobbelte.:153  Nogle ringe består af knap 50 sten, mens andre er formet af mere end 110 sten.:133  Den totale vægt af stenene i en tipiring spænder fra knap 300 kg til (sjældent) over 700 kg.:192 
I et stenfattigt område brugte f.eks. blackfoot folket opgravede og mere forgængelige græstørv til at holde underkanten af et tipidække nede.:250  Tykke grenstykker kunne også bruges.:431 

## Valg af lejrpladser
Pladserne med tipiringe brugt af blackfoot folket ligger sædvanligvis i praktisk afstand fra et vandløb og til tider også så tæt på et bisonstyrt som forsvarligt. Der er fundet tipiringe tæt ved gode jagtmarker:195  og f.eks. ved et stenbrud.:211  Fra en højtliggende lejr var det lettere at opdage fjender i god tid:433  og tillige bisonhjorde.:195  Andre fordele ved en højereliggende og mere vindblæst sommerlejr et stykke fra en floddal kunne være, at man slap for at blive plaget af moskitoer.:34  Tipiringe i floddale siges at have været brugt navnlig til vintrelejre; om foråret risikerede sådan en lejrplads at blive oversvømmet af smeltevand.:433  Tipiringe på tilsyneladende uegnede steder at slå lejr kan være lavet af nødvendighed, som hvis et uvejr overraskede en vandrende lejr.:439 
Forskellige folk fra flere kulturperioder har efterladt tipiringe på de allerbedste pladser at slå lejr som f.eks. ved et bestemt sted ved Oldman River, Alberta. Her er de ældste ringe af sten mindst 3000 år gamle, mens de sidste tipiringe blev lagt op til 2000 år senere.:30 

## Omskabte tipiringe
For at ære en afdød høvding eller en anden værdig person placerede blackfoot folket sten i to eller flere kortere eller længere linjer strålende ud fra tipiringen ved tipien med den afdøde.:63  Sådanne tipiringe omskabt til mindesmærker indordnes som en undergruppe af medicinhjul.:225 

## Tipiringe som indgange til fortiden
Både inde i selve tipiringene og på den åbne lejrplads omkring dem har arkæologer udgravet gamle pilespidser, flinteflækker, potteskår, varmesprængte sten brugt til at bringe vand i kog med og andre oplysende fund om aktiviteterne i lejren. I de mest givende udgravninger er der i gennemsnit fundet 75 forhistoriske genstande per kvadratmeter.:10 